# Abbaye Notre-Dame de Larrivour
Vous lisez un « bon article » labellisé en 2024.
L’abbaye Notre-Dame de Larrivour (ou de l'Arrivour ou encore de la Rivour) est une ancienne abbaye cistercienne de moines située à Lusigny-sur-Barse, sur le bord de la Barse en forêt d'Orient, dans le département français de l'Aube, en région Grand Est, à environ 13 kilomètres à l'est de Troyes.
Elle est fondée au milieu du XIIe siècle sous l'impulsion du comte de Champagne Thibaut II, de Bernard de Clairvaux et de l'évêque de Troyes Atton, qui y envoient des moines de l’abbaye de Clairvaux menés par Alain de Flandre, appelé à devenir leur premier abbé.
En 1172, c'est à Larrivour que mourut le bx Gilbert abbé de Hoyland en Angleterre lors d'un voyage à Clairvaux (source : nominis, abbaye de Timadeuc).
La jeune abbaye est rapidement l'objet de nombreux dons de la noblesse et de la bourgeoisie locales, ce qui lui permet de se constituer un patrimoine foncier important et de se doter d'un réseau de plusieurs granges, dès ses premières décennies d'existence. Toutefois, la proximité de l'abbaye-mère de Clairvaux, qui capte l'essentiel des dons et des vocations, l'empêche de se développer davantage et elle ne parviendra jamais à essaimer.
Lors de la guerre de Cent Ans, l'abbaye est ravagée par les Anglais. Après la fin du conflit, dans l'impossibilité de relever les bâtiments, les religieux supplient l'évêque de Troyes Jean Lesguisé de reprendre l'administration de l'abbaye afin qu'elle puisse à nouveau se développer. Elle retrouve alors une assise économique importante et entreprend sa reconstruction, notamment celle d’une nouvelle église abbatiale, et la réalisation d'œuvres d'art remarquables ; parmi elles, un retable sculpté par Jacques Juliot dont ne subsistent que quelques fragments de la prédelle exposés à Troyes et au Metropolitan Museum of Art de New York.
Dans la première moitié du XVIe siècle, le premier abbé commendataire pourvoit l'abbaye d'une imprimerie, mais cela n'est pas suffisant pour empêcher le lent déclin de l'abbaye, dont les revenus ainsi que le nombre de moines diminuent.
À la fin du XVIIIe siècle, les bâtiments sont délabrés et il devient alors nécessaire d'envisager la démolition de l'abbatiale. Quand survient la Révolution française, l’abbaye est confisquée comme bien national puis vendue à des particuliers qui entreprennent la destruction de la majeure partie des bâtiments.
Aujourd'hui, seuls subsistent une partie du mur d'enceinte, la bergerie et le moulin.

## Situation géographique

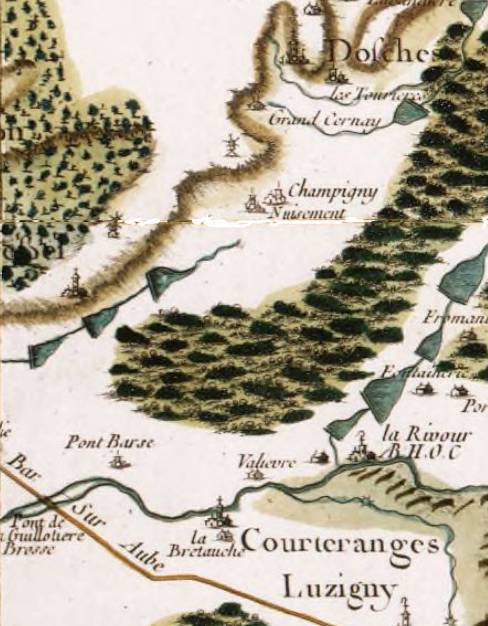
L'abbaye de Larrivour (au nord de « Luzigny ») sur la carte de Cassini, dressée au XVIIIe siècle.

L'abbaye se trouve, dans la géographie contemporaine, sur le finage de la commune de Lusigny-sur-Barse, dans le département de l'Aube, lui-même compris dans la région Grand Est. Elle est située à environ 2,5 kilomètres au nord-ouest de ce village ainsi qu'à 2 kilomètres au nord-est de Courteranges et à 6 kilomètres au sud-ouest de Géraudot, ces distances étant indiquées à vol d'oiseau.
Elle est par conséquent à l'intérieur du parc naturel régional de la Forêt d'Orient, créé en 1970, et à environ 3 kilomètres à l'ouest du lac-réservoir d'Orient, établi en dérivation de la Seine, dans les années 1950 et 1960.
Pour ce qui est de la géographie médiévale, l'abbaye se trouve rattachée au diocèse de Troyes pour le spirituel et au comté de Champagne pour le temporel. Elle se trouve à environ 13 kilomètres à l'est de Troyes, capitale de ces entités, religieuse ou féodale. Parmi ses principaux bienfaiteurs au début de son existence, on trouve les seigneurs de Chappes (à 12 kilomètres au sud), ceux de Vendeuvre (à 16 kilomètres à l'est), puis ceux de Villehardouin (à 14,5 kilomètres au nord-est) et enfin les sires de Payns (à 24 kilomètres au nord-ouest).
Elle a été fondée au cœur de la forêt d'Orient sur la rive droite de la Barse, un affluent de la Seine qui prend sa source à Vendeuvre-sur-Barse. Contrairement à la grande majorité des abbayes cisterciennes, installées dans des lieux isolés, celle-ci est située à seulement 2 kilomètres de l'ancienne voie romaine reliant Langres et Troyes.

## Histoire

### Étymologie
Le nom de Larrivour vient du nom latin « Ripatorium », qui signifie littéralement « de l’autre côté de la rive », et a pour cause l'installation de cette abbaye sur la rive droite de la Barse. Chronologiquement, son nom devient ensuite Arripatorium, avant de se franciser en l'Arrivour ou la Rivour, pour arriver jusqu'à sa forme définitive de Larrivour.

### Fondation

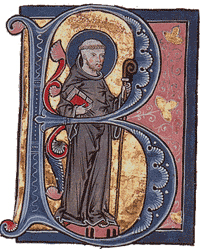
Lettrine d’un manuscrit de La Légende dorée représentant Bernard de Clairvaux, un des fondateurs de l'abbaye de Larrivour.

En décembre 1135, le comte de Champagne Thibaut II souhaite réformer l'abbaye Saint-Loup de Troyes où la discipline s'est relâchée. Il y établit, avec le soutien de Bernard de Clairvaux et de l'évêque de Troyes Hatton, des chanoines réguliers vivant selon la règle de saint Augustin.
En 1137, ces chanoines concèdent aux moines cisterciens leur terre de Buxis, près de Lusigny, pour la fondation d'un nouveau monastère dans la filiation de l'abbaye de Clairvaux.
C'est en 1181 que ces deux événements sont consignés par l'abbé Guitier de Saint-Loup. L'un serait cause de l'autre, d'autant qu'ils réunissent tous deux les réformateurs de son abbaye Thibaut II, Bernard de Clairvaux et Hatton,.
Toutefois, Dom Guyton, un moine de Clairvaux du XVIIIe siècle, rapporte dans son Voyage littéraire avoir vu dans l'abbaye de Larrivour, au-dessus de la porte de la chapelle des Apôtres, une petite tablette portant un parchemin sur lequel était inscrit en grosses lettres gothiques :
« Anno M.C.XXX.IX, sub patre Bernardo, capit abbatia de Ripatorio, quarto idus aprilis,. »
Mais l'époque de réalisation de ce parchemin ainsi que son authenticité demeurent inconnues et ne permettent pas d'établir avec certitude la date du 4 avril 1139 comme celle de la fondation de l'abbaye.
La date exacte de la fondation de cette abbaye reste donc incertaine, mais celle traditionnellement retenue est le 9 avril 1140,.
Une petite colonie de moines part alors de l'abbaye de Clairvaux pour fonder le nouveau monastère. Pour les mener, Bernard désigne un de ses jeunes disciples, Alain de Flandre, un écolâtre de Lille devenu cistercien en 1131, qui devient ainsi le premier abbé de Larrivour. Alain résigne cette charge en 1152 à la suite de son élection comme évêque d'Auxerre, toujours sur la recommandation de Bernard, poste qu'il occupe jusqu'en 1167 où il résigne à nouveau pour retourner à la vie monastique à Clairvaux. Il revient par la suite occasionnellement à Larrivour, notamment en 1182 où il y rédige son testament, léguant de nombreux biens à la jeune abbaye. Alain meurt en 1185 ou 1186 et est inhumé à Clairvaux, conformément à son testament, auprès de la sépulture de Geoffroy de La Roche-Vanneau, abbé de Fontenay puis évêque de Langres, ayant également résigné ces postes pour redevenir moine à Clairvaux.

### Développement

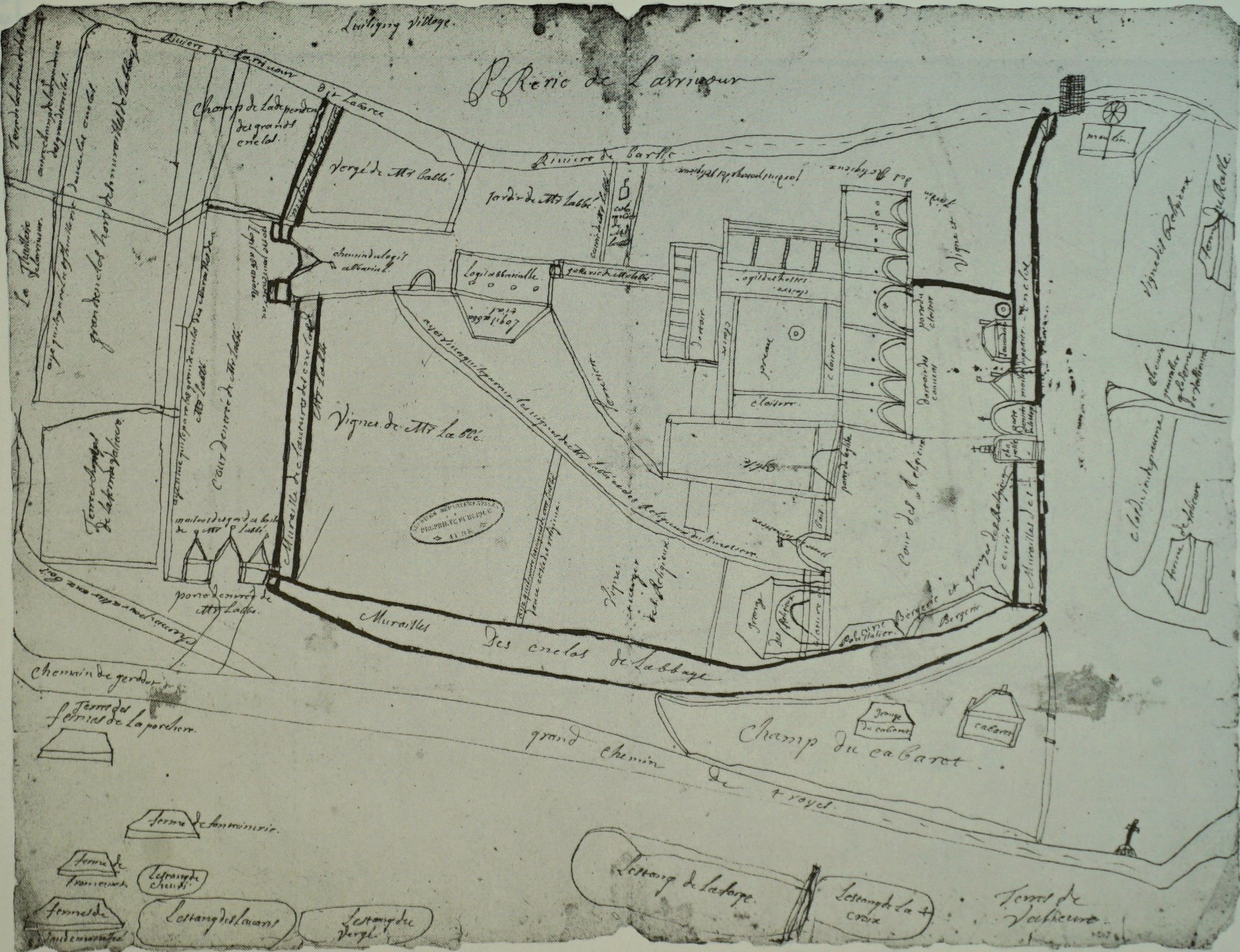
Plan de l'abbaye de Larrivour au XVIIe siècle.

Dès sa fondation, les donations en faveur de l'abbaye affluent. En 1137, alors que la colonie n'est pas encore établie, Humbeline de Baudement, veuve d'Anséric II de Chacenay, cède aux religieux de Larrivour son pré de Chevennum avec l'accord de son fils Jacques de Chacenay. Une pancarte de l'évêque Hatton établie en 1141 détaille ainsi les différentes donations effectuées entre 1137 et 1140 et constituant le domaine primitif de l'abbaye.
On y retrouve de nombreux dons de la petite noblesse locale, comme celui de Hugues de Gurgy de ce qu'il possède à Buxis ainsi que de la moitié de la grange de la Fontainerie, de celui de l'abbaye Notre-Dame-aux-Nonnains de la moitié de leurs biens dans le bois de Laubressel et de la terre située entre le ruisseau de Germont et Buxis, des terres et prés sous la Fontainerie par Geoffroy de Buxis, d'un pré sous Buxis par Paien de Laubressel, des possessions de Milon d'Espincey, Gautier de Villevoque et Savier de Troyes à la grange de la Fontainerie ou encore des prés entre son bois et la Morge, un affluent de la Barse, par Humbeline de Troyes.
Mais de grands seigneurs du comté de Champagne font également partie des bienfaiteurs de l'abbaye. Ainsi, Clarembaud III de Chappes et son épouse Mathilde offrent une charruée de terre dans le bois de Dosches entre Beaumont et Lusigny. Hilduin de Vendeuvre, Guy Bordel de Payns et son épouse Isabelle donnent quant à eux une autre charruée qu'ils tiennent en fief du sire de Chappes.

### Ruine et renaissance
Lors des ravages de la guerre de Cent Ans, l'abbaye n'est pas épargnée et est ruinée par les Anglais. En 1441, dans l'impossibilité de relever les bâtiments, les religieux supplient l'évêque de Troyes Jean Lesguisé de reprendre l'administration de l'abbaye afin qu'elle puisse renaître et reprendre son développement. Ce dernier accède à leur demande et remet de l'ordre dans le monastère. C'est probablement à cette période que la tuilerie de Larrivour devient active afin d'apporter de nouveaux revenus aux religieux, pour compenser les pertes dues aux guerres et aux épidémies.
Le retour de la paix étant propice au développement des arts, de nombreuses tuileries fleurissent dans les environs, comme à Mesnil-Saint-Père, Géraudot ou Lusigny-sur-Barse. L'arrivée de la Renaissance entraine le développement de carrelages de plus en plus évolués participant à l'évolution de l'art religieux. Les chanoines de la cathédrale de Troyes eux-mêmes se fournissent à Larrivour pour leurs constructions.
Après les destructions de la guerre de Cent Ans, l'abbaye retrouve rapidement une assise économique importante. Avec sa tuilerie, l'abbaye dispose de nouvelles ressources ainsi que d'une partie des matières premières directement nécessaires à sa reconstruction. De nombreux bâtiments sont ainsi rebâtis, dont notamment une nouvelle église abbatiale, tandis que d'autres sont agrandis. De plus, afin d'assurer sa protection, un mur d'enceinte est élevé et enclot un terrain de six hectares.
Un hameau se forme alors autour de l'abbaye redevenue attractive, tandis qu'un autre se développe autour de la grange de Beaumont. Ces deux hameaux seront par la suite réunis sous le nom de Beaumont-Larrivour avant d'être incorporés à Lusigny-sur-Barse le 27 pluviôse an III (15 février 1795).

### La commende

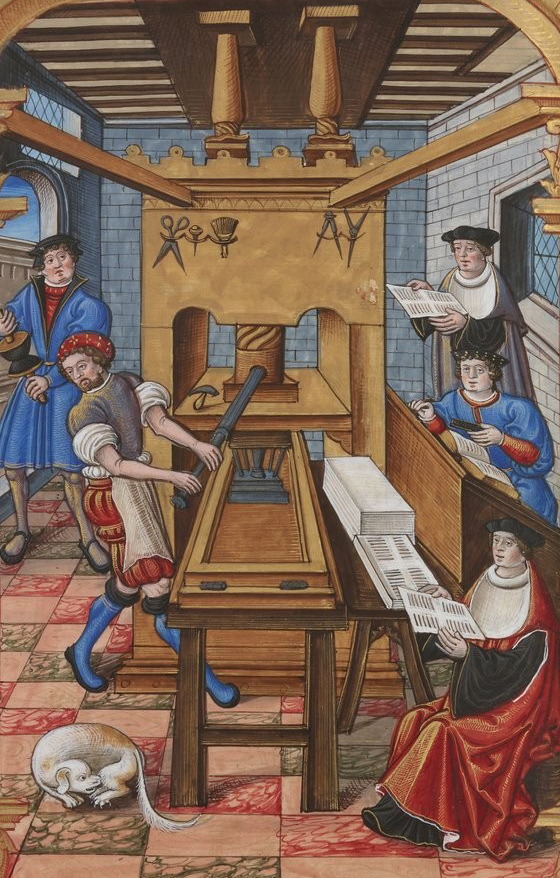
Imprimerie telle qu'elle pouvait être à partir du XVe siècle.

Dans la première moitié du XVIe siècle, contrairement à l'abbaye-mère de Clairvaux, Larrivour passe sous le régime de la commende. Ainsi, Jean de Luxembourg, fils du comte de Brienne et de Ligny Charles Ier de Luxembourg, est nommé premier abbé commendataire. Celui-ci, amateur des lettres, fait installer une imprimerie à l'intérieur de l'abbaye et fait venir de Paris le maitre-imprimeur Nicole Paris. À partir de 1545, les deux hommes éditent plusieurs ouvrages, dont, :
- Colin Royer[Note 5], La Nouvelle d'un Révérend Père en Dieu et bon Prélat, Abbaye de Larrivour, 1546 ;
- Jean de la Roche, baron de Florigny[Note 6], La Vie et actes triumphans d'une très illustre et renommée Damoiselle nommée Catharine des bas souhaiz femme d'un riche Conseiller au Parlement de Bordeaux Faicte et composée par noble et scientificque personne missire Jean de la Roche Baron de Florigny, Abbaye de Larrivour, 1546 ;
- Jean de Luxembourg, L'institution du Prince de Budé avec les Annotations de Jean de Luxembourg, Abbaye de Larrivour, 1547 ;
- Jean de Luxembourg, Loraison et remonstrance de haulte et puissante dame Marie de Cleues seur de treshault et puissant Seigneur le Duc de Iuilliers de Cleues et de Gueldres faicte au Roy d Angle terre et à son conseil, Abbaye de Larrivour, 1547 ;
- Guillaume Budé, De Linstitution du Prince Liure contenant plusieurs Histoires Enseignemens et saiges Dicts des Anciens tant Grecs que Latins : Faict et composé par Maistre Guillaume Budé lors Secrétaire et maistre de la Librairie et de puis Maistre des Requestes et Conseiller du Roy Reueu enrichy d Argumens diuisé par chapitres et augmenté de Scholies et Annotations Par hault et puissant Seigneur Missire Iean de Luxembourg Abbé d'Ivry, Abbaye de Larrivour, 1547 ;
- Jean de Luxembourg, Oraison funèbre contenant les louanges de Henri II du nom très chrétien roi de France, Abbaye de Larrivour, 1547[Note 7].

Mais à partir du XVIe siècle, le déclin de l'abbaye commence et se poursuit tout au long des deux siècles suivants, tandis que les divers bâtiments se détériorent faute d'entretien régulier. Des travaux sont toutefois réalisés sur la toiture du cloitre entre 1610 et 1612. En 1779, l'église abbatiale tombe en ruine et sa restauration devient trop onéreuse pour être envisagée, ce qui contraint les moines à envisager sa démolition.
Puis, pendant la Révolution française, l’abbaye est confisquée comme bien national à la suite du décret du 2 novembre 1789 qui met les biens de l’Église à la disposition de la Nation. Entre février 1792 et février 1793, l'abbaye est vendue à des particuliers qui entreprennent alors la destruction de la majeure partie des bâtiments. Seuls une partie du mur d'enceinte, la bergerie et le moulin échappent à la démolition.

## Organisation

### Filiation
L'abbaye Notre-Dame de Larrivour est la trentième fille de l'abbaye de Clairvaux et serait la neuvième de l'année 1140,. Dans l'ouvrage de référence Originum Cisterciensium de Leopold Janauschek, elle porte le numéro CXLIV (144).
Bien que relativement prospère au cours de son premier siècle d'existence, l'abbaye souffre de la concurrence de l'abbaye-mère, distante d'une quarantaine de kilomètres seulement, ainsi que de celle de Montiéramey, abbaye bénédictine située à environ six kilomètres au sud-est, et qui captent l'essentiel des dons et des vocations. Larrivour reste un monastère de second rang qui ne parviendra jamais à essaimer.

### Dépendances

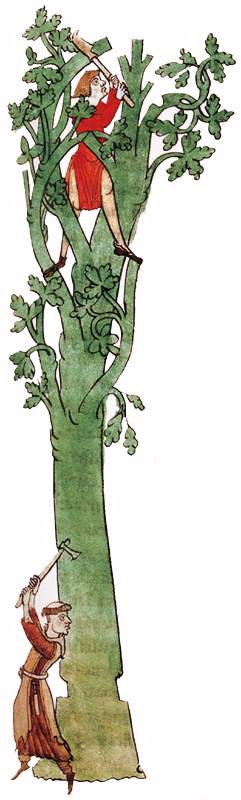
Scène de défrichement représentant deux bûcherons : un convers monté dans un arbre qu'il élague et un moine qui attaque le tronc à la hache.

Au cours de son rapide essor, l'abbaye capte de nombreux dons relativement modestes et parvient à acquérir plusieurs terres qui lui confèrent un patrimoine foncier important. Elle se construit ainsi un réseau de neuf granges dans ses premières décennies d'existence, avant d'en ajouter deux autres avant la fin du XIIIe siècle. Ce patrimoine agricole se compose principalement de :
- la grange de la Vallièvre (latin : grangiam de Walleura, située sur le territoire de Lusigny-sur-Barse) : située en face de la porterie, il s'agit de la grange de l'abbaye. Elle semble avoir fait partie de son patrimoine primitif et possède dès son origine un moulin à eau sur la Barse, dont il existe toujours des vestiges à ce jour[37] ;
- la grange de la Fontainerie (latin : grangiam Fontis Herrici, soit littéralement la Fontaine Henri, située sur le territoire de Lusigny-sur-Barse à 1,4 kilomètre au nord-est de la précédente) : cette grange est probablement antérieure à l'abbaye, à qui elle est donnée vers 1140 par Hugues de Gurgy et Milon d'Espincey qui en possédaient chacun la moitié. Son activité semble être principalement pastorale car Clarembaud V de Chappes accorde aux religieux le droit de glandée pour leurs porcs dans le bois de Dosches, ainsi que la liberté de pacage pour tous leurs animaux. De plus, une annexe nommée la Porcherie apparait sur la carte de Cassini au XVIIIe siècle[38] ;
- la grange de la Vaudemanche (latin : grangiam vie Dominiche, soit littéralement la voie Dimanche, située sur le territoire de Dosches à 2 kilomètres au nord-est de la précédente) : cette grange semble être la propriété de l'abbaye dès les années 1140-1145. Ses activités semblent être la céréaliculture et la sylviculture. En 1232, la donation de mille arpents dans le bois de Dosches par Jean de Méry, neveu de Clarembaud VI de Chappes, mène les religieux à réaliser un essartage intensif dans ce bois, menant à un important litige avec les habitants de Dosches, Laubressel, Champigny et Mesnil-Sellières[39] ;
- la grange de la Vaussure (latin : grangiam Valle Secura, située sur le territoire de Bouy-Luxembourg à 11 kilomètres au nord de l'abbaye) : cette grange est probablement antérieure à l'abbaye, à qui elle est donnée vers 1140 par un certain Raoul Carduus avec l'accord de son épouse. Son activité semble principalement céréalière[40] ;
- la grange du Chardonnet (latin : grangiam de Cardineto, située sur le territoire de Rouilly-Sacey à 8,5 kilomètres au nord-est de l'abbaye) : cette grange est probablement antérieure à l'abbaye et fait partie de son patrimoine primitif. Son activité semble principalement forestière et pastorale[41] ;
- la grange du Don l'Évêque (latin : grangiam doni episcopi, située sur le territoire de Marcilly-le-Hayer à 46 kilomètres à l'ouest de l'abbaye) : cette grange, très éloignée de son abbaye, est donnée par l'évêque de Troyes Henri de Carinthie entre 1145 et 1152. Son activité semble principalement pastorale[42] ;
- la grange de Beaumont (latin : grangiam Belli Montis, située sur le territoire de Lusigny-sur-Barse à 4 kilomètres au sud-est de l'abbaye) : cette grange apparait dans les textes au début des années 1170 et son domaine est constitué par de nombreux dons, principalement des terres, prés et bois, lui donnant une activité principalement céréalière[43] ;
- la grange de Champigny (latin : grangiam de Campigni, également appelée Nuisement, située sur le territoire de Laubressel à 3,5 kilomètres au nord-ouest de l'abbaye) : cette grange apparait pour la première fois en 1190. Son territoire est constitué de multiples dons à Champigny, Laubressel, Rosson et Germont ainsi que dans le bois de Dosches[40] ;
- la grange du Rasle (latin : grangiam de Ruellis, située le long de la Barse sur le territoire de Lusigny-sur-Barse à 1,3 kilomètre au sud-ouest de l'abbaye) : cette grange est attestée au début du XIIIe siècle. Son activité semble principalement céréalière[42] ;
- la grange de Ruetz (latin : grangiam de Ruellis, située sur le territoire de Droupt-Saint-Basle à 32,5 kilomètres au nord-ouest de l'abbaye) : cette grange, plutôt éloignée de son abbaye, est donnée en 1202 par Herbert, doyen de Droupt[44] ;
- la grange de la Borde (latin : grangiam qui dicitur Laborde, son emplacement n'est pas localisé précisément mais serait entre Laubressel, Thennelières et Bouranton à environ 6 kilomètres à l'ouest de l'abbaye) : elle apparait pour la première fois dans une charte d'octobre 1227 du comte Thibaut IV. Elle serait le cellier de l'abbaye[44].

### Population

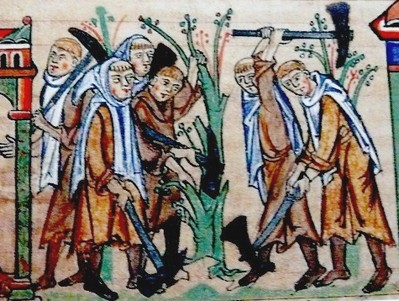
Miniature du XIIIe siècle représentant des moines cisterciens au travail, en tunique brune.

Le nombre de moines de Larrivour a probablement été modeste tout au long de son existence compte tenu de la concurrence de l'abbaye-mère relativement proche. L'abbaye a sans doute atteint une cinquantaine de moines à son apogée à la fin du XIIe siècle, ainsi qu'une centaine de convers pour l'exploitation du domaine.
Le nombre de moines a ensuite diminué pour ne compter plus que onze individus en 1291, puis huit en 1394 et quatorze en 1571. Ce nombre varie par la suite entre six et dix durant les XVIIe et XVIIIe siècles.
En 1788, à la veille de la Révolution française, l'abbaye compte encore sept religieux, un pensionnaire, un organiste et neuf domestiques (deux jardiniers, un valet d'écurie, un vigneron, deux blanchisseuses, un cuisinier, un garçon de cuisine et un garçon d'hôtes) auxquels on peut encore ajouter un choriste pauvre nourri par charité.

## Liste des abbés
Cette liste des abbés de l'abbaye Notre-Dame de Larrivour couvre la période qui va de sa fondation dans le milieu du XIIe siècle jusqu'à sa dissolution en 1791 à l'issue de la Révolution française. Elle est partiellement incomplète et peut comporter plusieurs inexactitudes, y compris dans l'orthographe des noms, assez libre à l'époque. Elle a été dressée à partir de chartes, parfois non datées, dont certaines ont été sujettes à des interprétations,,.

### Abbés réguliers

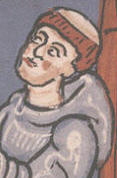
Détail d'une miniature du XIIIe siècle représentant un abbé cistercien en coule grise.

- 1140-1152 : Alain de Flandre, d'abord moine à Clairvaux avant de devenir abbé de Larrivour puis évêque d'Auxerre en 1152. Il résigne en 1167 pour revenir à Clairvaux où il écrit la vie de Saint Bernard[49]
- 1152-1189 : Hardouin, second abbé de Larrivour[50]
- 1189-1193 : Haimond
- 1193-1197 : Jacques Ier, échange son abbatiat contre celui de Signy en 1197, mais résigne la même année pour devenir sous-prieur puis cellérier d'une abbaye cistercienne en Hongrie avant de revenir à l'abbaye de Clairvaux où il devient prieur[51]
- 1197-1206 : Raoul
- vers 1206 : C. qui a signé seulement de son initiale dans une charte de 1206
- vers 1208 : Hugues
- vers 1214 : Simon
- 1216-1230 : Hermann
- vers 1230 : Étienne Ier
- vers 1233 : Evrard, qui devient abbé de Clairvaux en 1235 où il est nommé légat par le pape Grégoire IX pour négocier la paix entre le roi Louis IX et le comte Thibaut IV de Champagne, également roi de Navarre[52]
- vers 1244 : Guillaume Ier
- vers 1258 : Gilbert
- vers 1271 : Thibaut Ier
- vers 1278 : Jacques II
- vers 1279 : Thibaut II
- vers 1291 : Thomas
- vers 1313 : Philippe
- vers 1322 : Jean Ier
- vers 1327 : Edmond
- sans date : Étienne II
- sans date : Jean II
- vers 1367 : Guillaume II
- vers 1382 : Jean III
- vers 1391 : Eudes
- vers 1398 : Jean IV dit de Lusigny
- vers 1407 : Nicolas dit de Montaulain
- sans date : Roger
- vers 1426 : Fiérabras de Fellinis
- sans date : Jean V
- vers 1448 : Pierre Ier dit de Montigny
- vers 1457 : Jean VI dit Hardouin
- vers 1471 et 1479 : Jean VII dit Sauvage[Note 9]
- 1479-1496 : Bernard Vyard
- 1496-1511 : Savin Gillot
- 1511-1532 : Victor Thiru

### Abbés commendataires

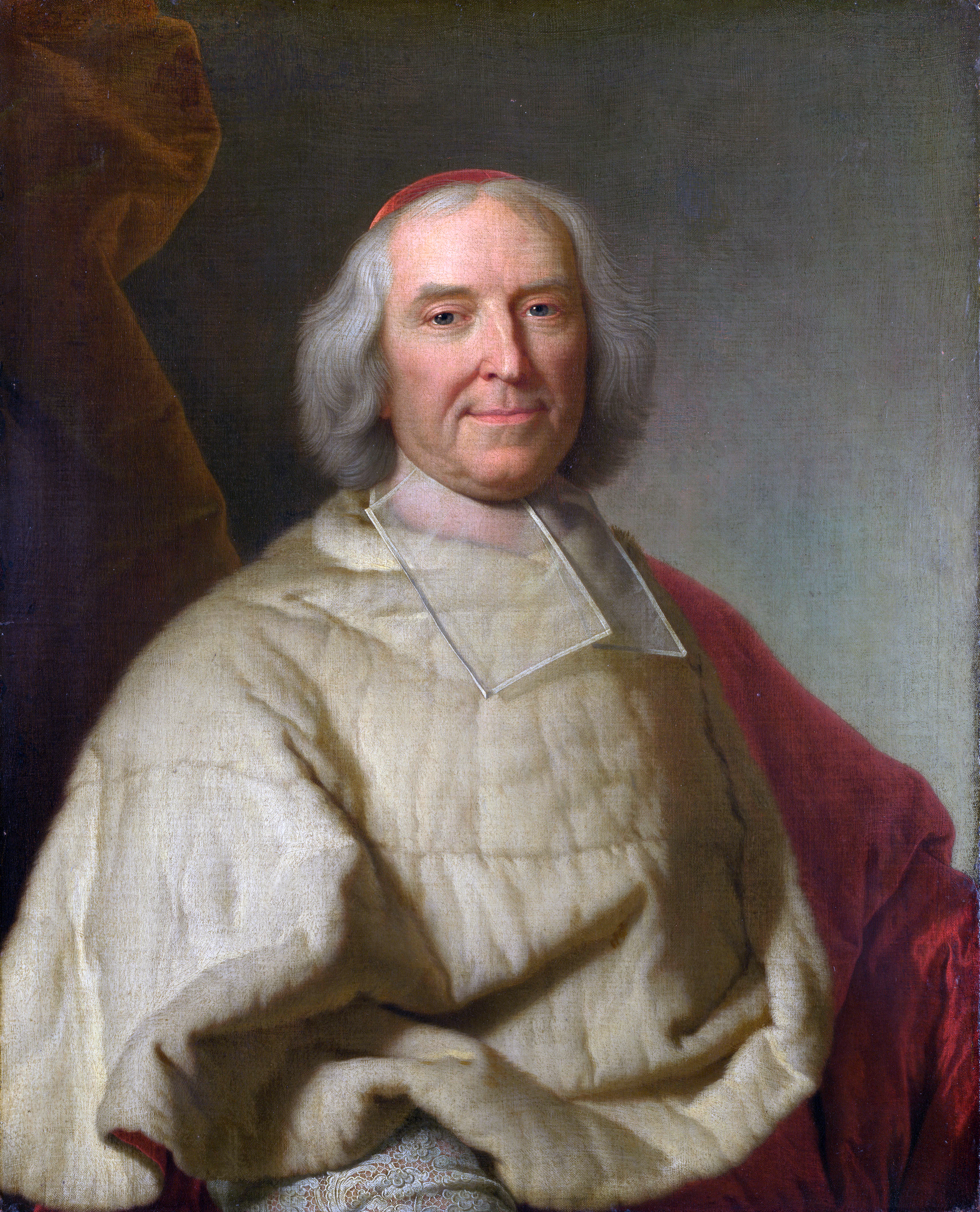
Portait par Hyacinthe Rigaud d'André Hercule de Fleury, abbé commendataire de Larrivour de 1691 jusqu'en 1711.

- 1532-1548 : Jean VIII de Luxembourg, fils de Charles Ier de Luxembourg, comte de Brienne, et de Charlotte d'Estouville. Nommé premier abbé commendataire de l'abbaye. Également abbé d'Ivry puis évêque de Pamiers[55]
- 1548-1554 : Jacques III du Broullat, également archevêque d'Arles et abbé de Saint-Symphorien de Beauvais et de Saint-Pierre de Lagny, mais conspirateur et proche des protestants, il est destitué[56]
- vers 1554 : Claude de Carpentin, mais résigne probablement en faveur du suivant
- vers 1560 : Odard Molé
- 1562-1571 : Claude de Carpentin, de nouveau après le décès du précédent
- 1571-1616 : Pierre II de Baillet
- 1616-1650 : Paul Cénamy, natif de Lucques en Italie, résigne en faveur de son parent, qui suit
- vers 1669 : Rodolphe Cénamy
- vers 1691 : Jean-Baptiste Adhémar de Monteil de Grignan, également archevêque d'Arles, il échange l'abbaye contre celle de Thoronet
- 1684-1691 : Jean IX de Grasse de Cabris : précédemment abbé du Thoronet, il échange cette charge contre celle de Larrivour avec son prédécesseur
- 1691-1711 : André Hercule de Fleury, également évêque de Fréjus et principal ministre d'État de Louis XV[57]
- 1711-1726 : Pierre III de Vienne, également abbé de Saint-Martin de Nevers, aumônier et conseiller du roi
- vers 1726 : N. Portail, chanoine de Paris[Note 10]
- 1726-1741 : Palamède-Paulin-Télesphore de Forbin d'Oppède, également aumônier du roi[59]
- 1741-1754 : Louis-Valentin de Vougny
- 1754-1777 : Charles-Marie de Quélen, également évêque de Bethléem ainsi que conseiller du roi
- 1777-1791 : François-Camille Duranti de Lironcourt, également évêque de Bethléem, il est en possession de l'abbaye lors de l'expulsion des religieux et de sa confiscation comme bien national

## Héraldique

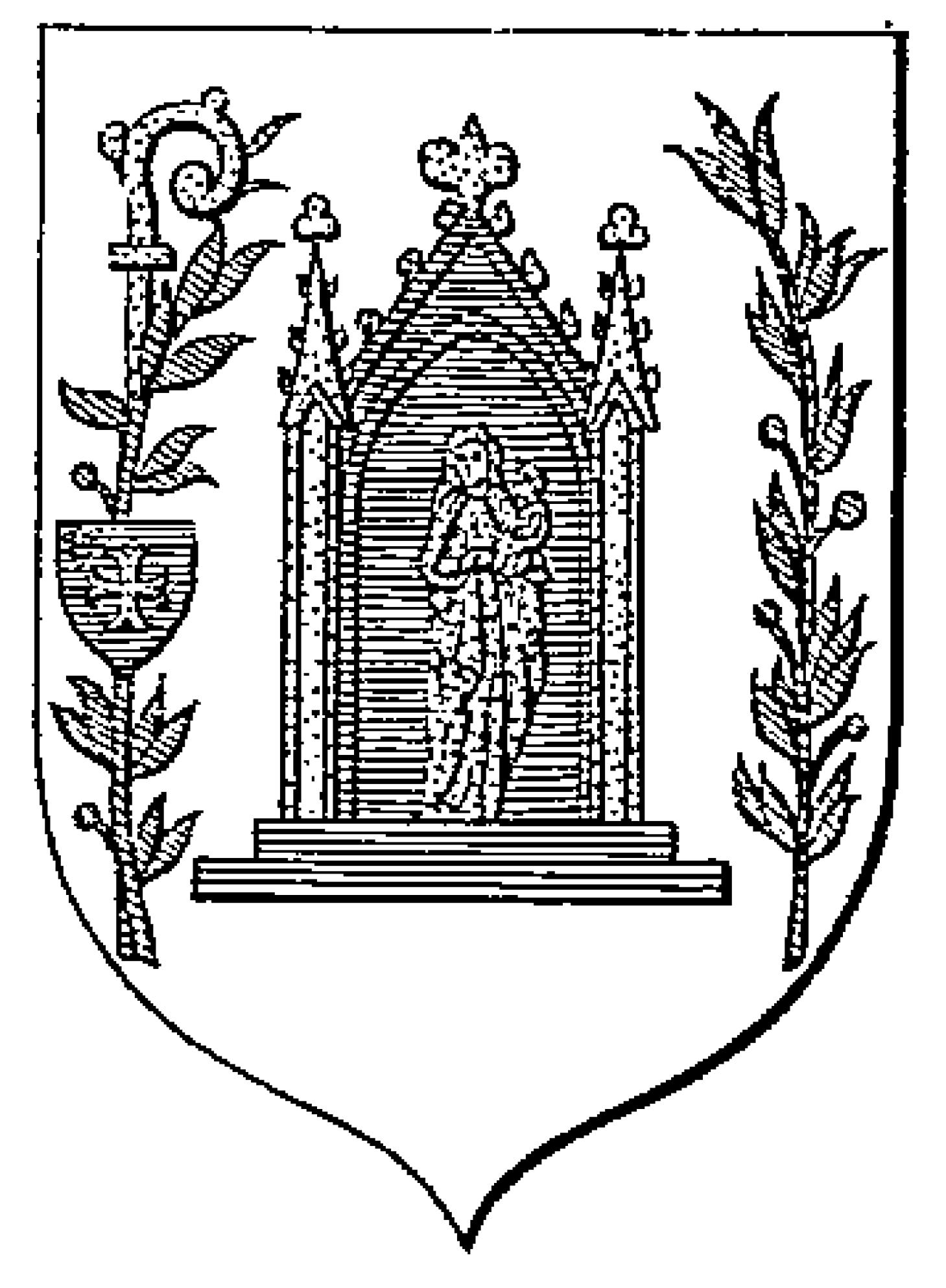
Armoiries de l'abbaye de Larrivour.

Les armoiries de l'abbaye se blasonnent ainsi :

« D'argent, à une niche gothique d'azur, les ornements d'or ; dans la niche, une Notre-Dame d'or ; à senestre, une branche de laurier de sinople, fleurie de gueules ; à dextre, une autre branche de laurier de sinople, également fleurie de gueules, soutenant un écusson d'azur chargé d'une croix ancrée d'or et cantonné d'une fleur de lys d'argent ; le tout, soutenu par une crosse abbatiale d'or. »

La Sainte Vierge au centre de ce blason représente le vocable sous lequel est placée l'abbaye, tandis que la crosse abbatiale rappelle le statut du monastère ainsi que le rôle de l'abbé.
Quant à l'écu « d'azur chargé d'une croix ancrée d'or », il est celui de la maison de Chappes, particulièrement généreuse envers l'abbaye et dont Clarembaud III était un des premiers bienfaiteurs. L'écu peut donc être considéré comme une sorte d'hommage,.
L'écu de la famille de Chappes figure toujours sur le blason actuel de la commune de Lusigny-sur-Barse, afin de rappeler la présence de l'abbaye,.

## Patrimoine

### Architecture
La connaissance de cette abbaye, avant sa destruction lors de la Révolution française, est principalement due à la description succincte qu'en ont fait Dom Guyton et les moines Edmond Martène et Ursin Durand, lors de leurs visites dans la première moitié du XVIIIe siècle. Dom Guyton, le plus précis des trois, indique que l'entrée dans l'abbaye se fait par une belle porte de style antique ornée de plusieurs statues de pierre, incorporée dans un bâtiment d'habitation vouté pour l'accueil des visiteurs. À proximité, une chapelle, également voutée et dédiée à saint Blaise, accueille les moines qui y font parfois la prière du soir.
Derrière cette porte est une assez vaste cour qui distribue des écuries, granges et autres remises. Sous des greniers se trouve une autre porte, fermée d'une grille en fer, menant à un vestibule avant d'arriver à un cloitre assez grand et orné de tuiles, à l'intérieur duquel se situe un puits pour les cuisines. De là, on peut atteindre le chapitre pavé de mosaïques et doté de plusieurs tombes, divisé en trois parties par des murs : celle de droite est pour le four au voisinage de la cuisine, tandis que celle du milieu reste réservée aux offices réguliers. Au-dessus se trouvent les dortoirs des moines répartis en près de dix cellules, en plus des logements du prieur et du procureur, chauffés par trois cheminées. L'abbaye comprend également une bibliothèque de taille modeste.
Quant à l'église abbatiale, elle est décrite comme belle et propre, avec un beau sanctuaire et de riches mobiliers. Le chœur, le sanctuaire ainsi que le dessous des cloches, au nombre de trois (sans compter celles du dortoir et de l'horloge) sont pavés. Il y a quinze sièges de chaque côté ainsi que trois au milieu, les bas-chœur comportant des bancs. Plusieurs chapelles sont autour de ce chœur : l'une sert de sacristie et est plutôt simple, l'autre dite chapelle des Apôtres est richement ornementée, sa porte d'entrée surmontée d'une petite tablette porte un parchemin rappelant la fondation de l'abbaye.

### Mobilier
Le vestige le plus fameux de l'abbaye de Larrivour est un retable sculpté par Jacques Juliot, dont ne subsiste que la prédelle en albâtre avec des traces de polychromie et de dorure. Celui-ci avait été particulièrement admiré par les moines Edmond Martène, Ursin Durand et Dom Guyton pendant leurs visites au début du XVIIIe siècle. Trois fragments de ce retable ont été retrouvés dans une fosse à fumier, fortement endommagés par l'acidité du purin dans lequel ils ont probablement baigné pendant un demi-siècle, tandis qu'un quatrième se trouvait en l'église Saint-Nicolas de Troyes. Ces quatre fragments sont actuellement exposés au musée de Vauluisant à Troyes. Un cinquième fragment est conservé au Metropolitan Museum of Art de New York.

Retable de l'abbaye de Larrivour :
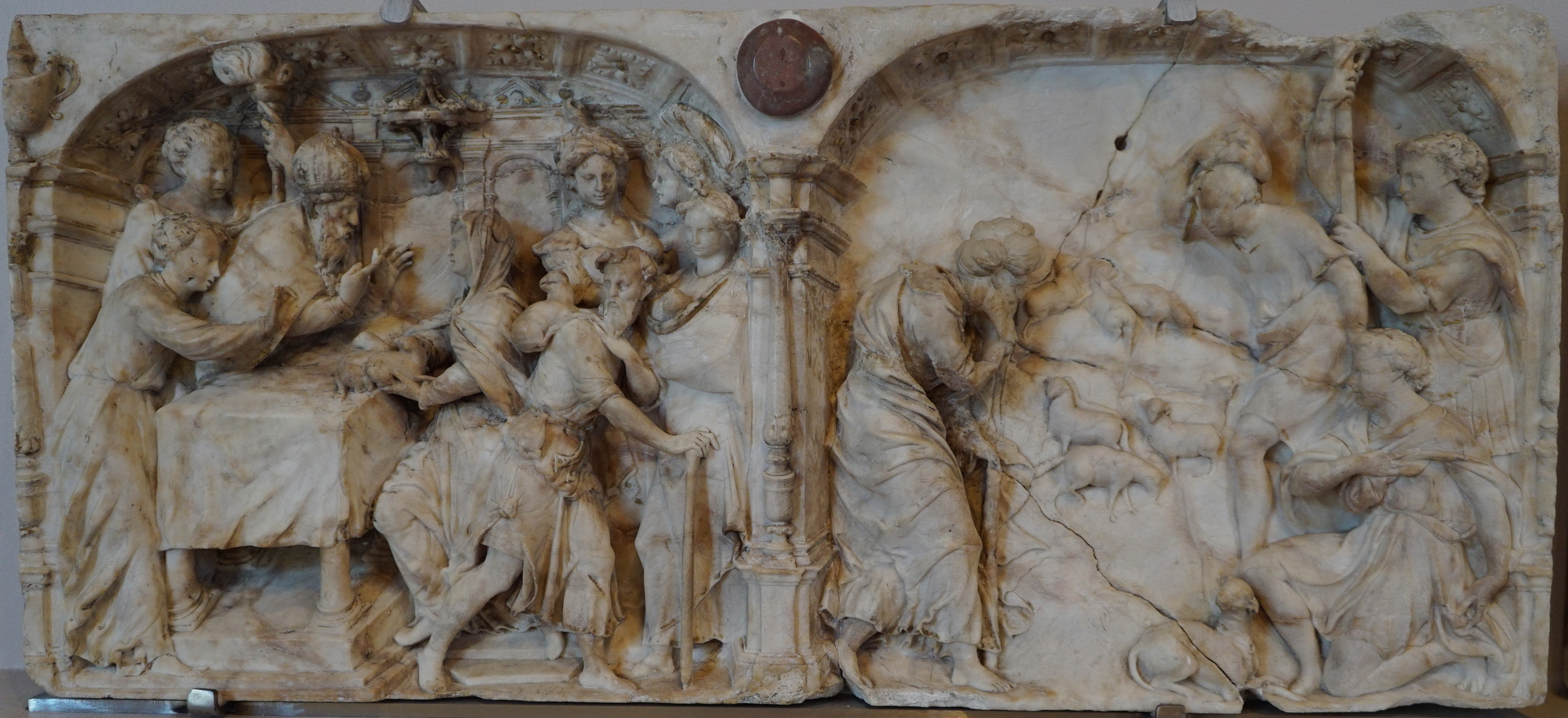
Joachim chassé du Temple se réfugie chez les bergers.
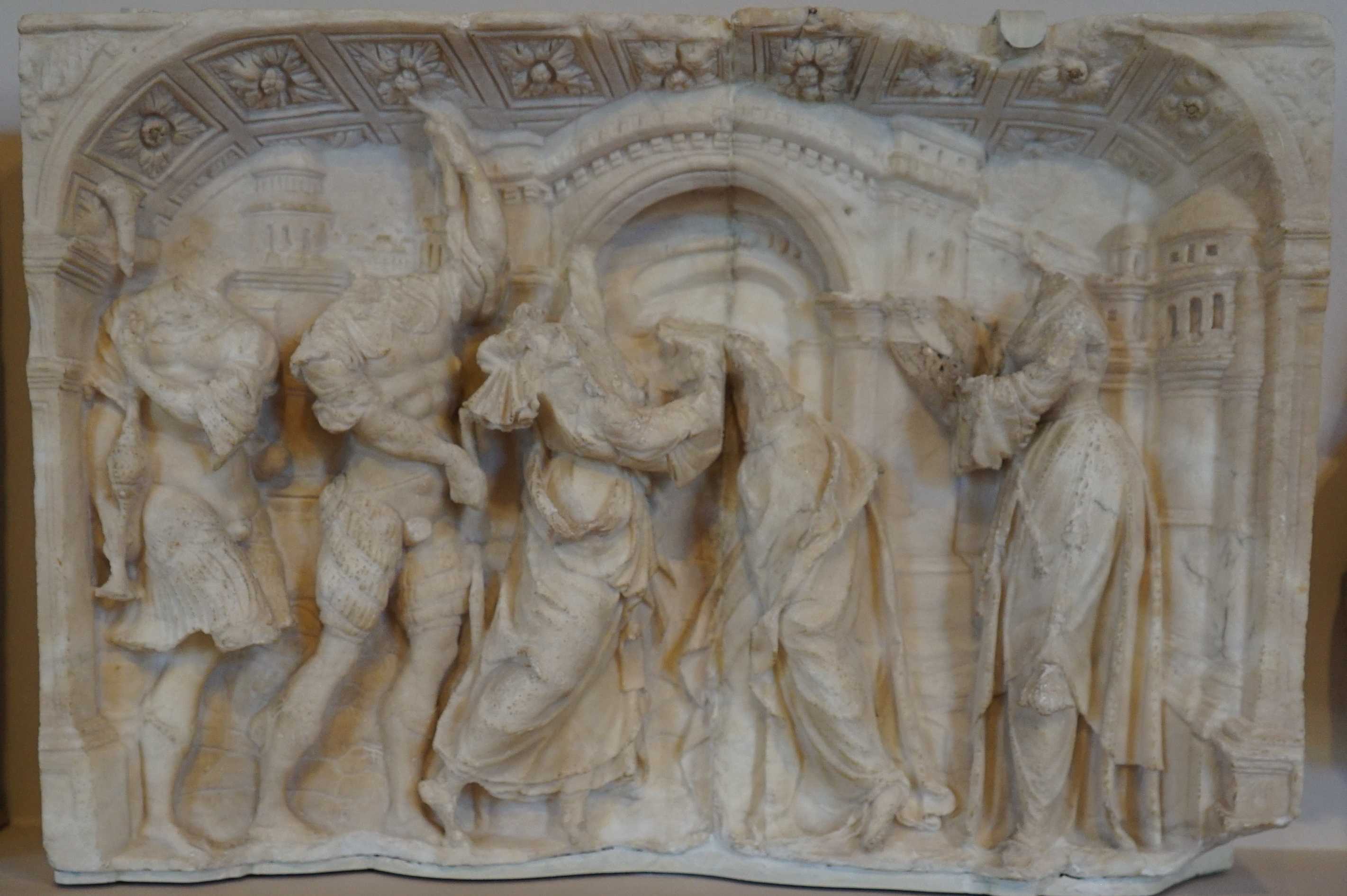
Joachim et Anne se rencontrent à la Porte dorée.
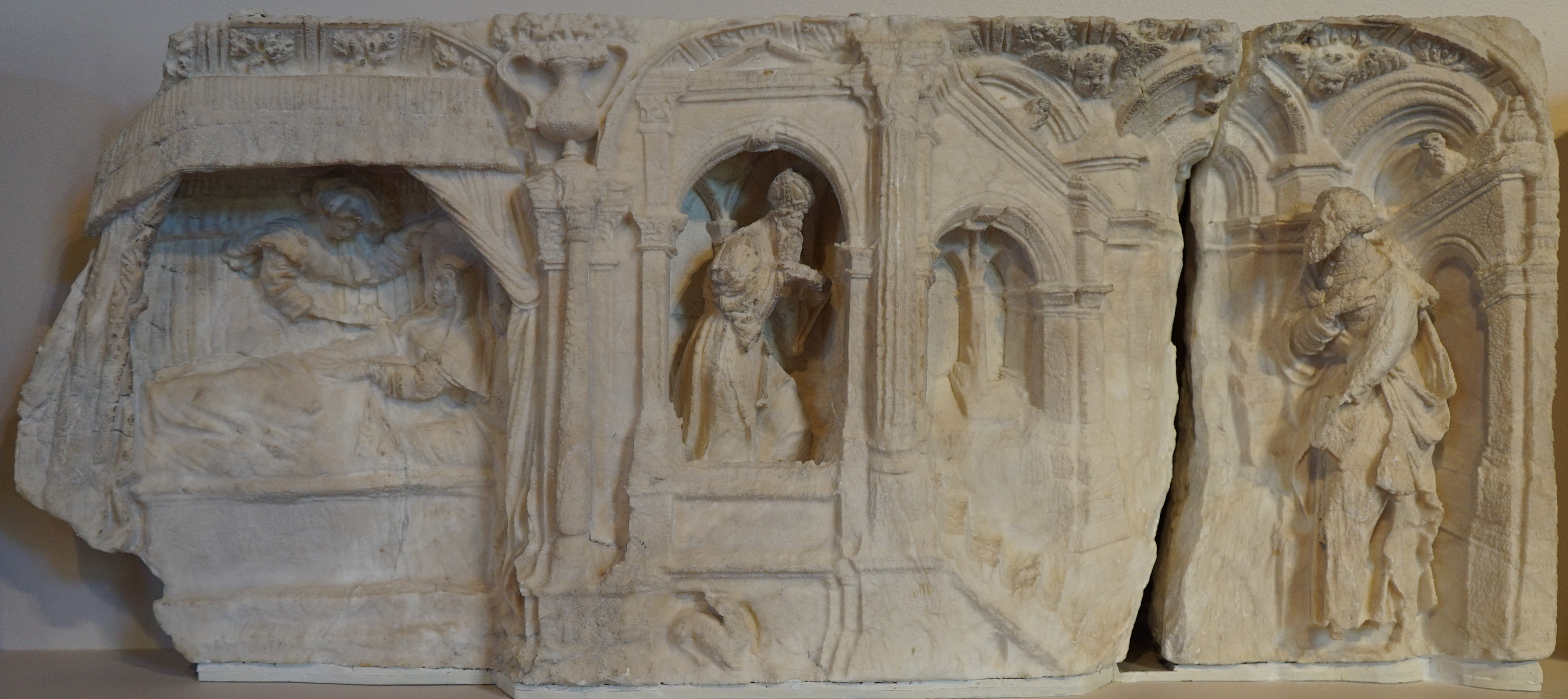
Naissance de Marie et présentation au Temple.
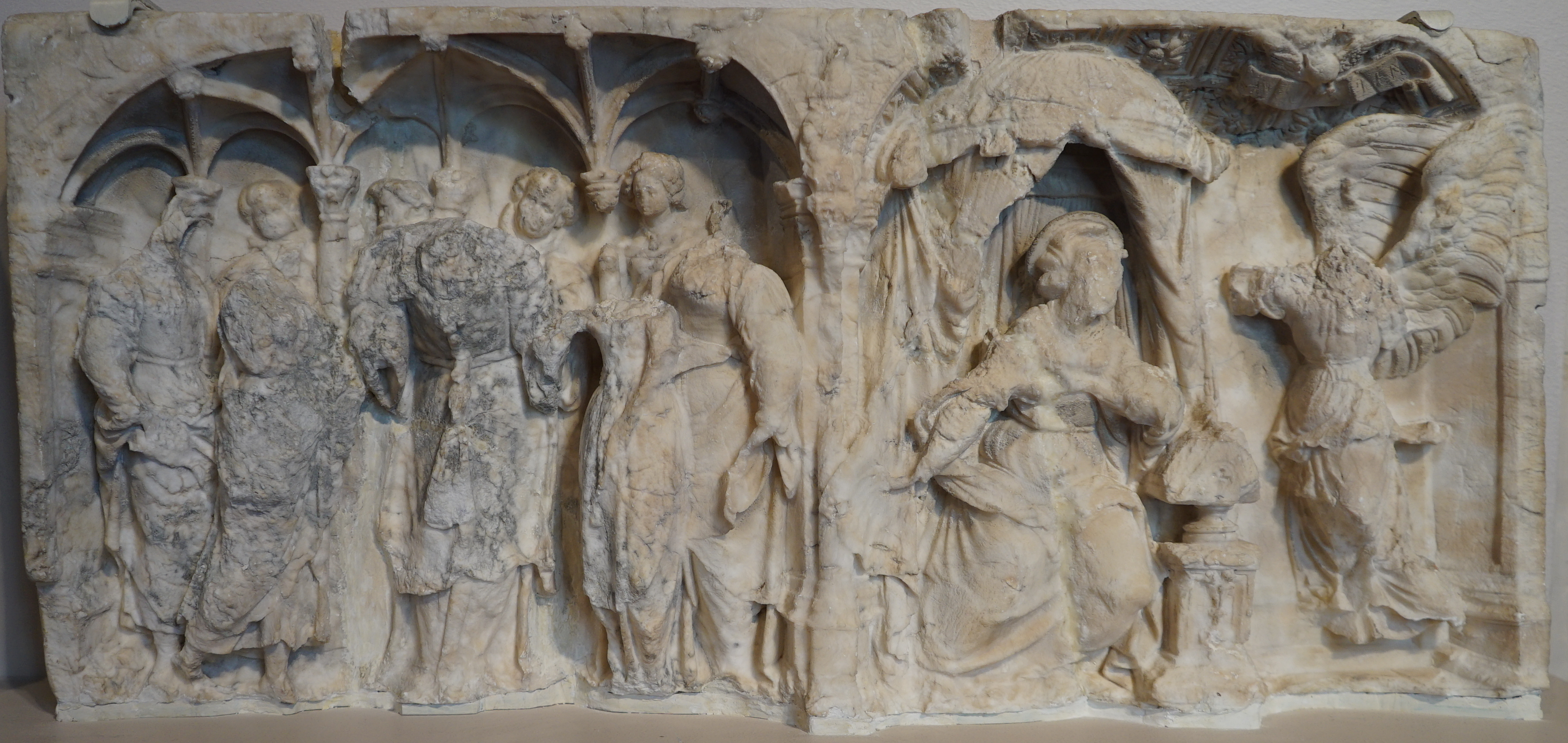
Mariage et annonciation à Marie.
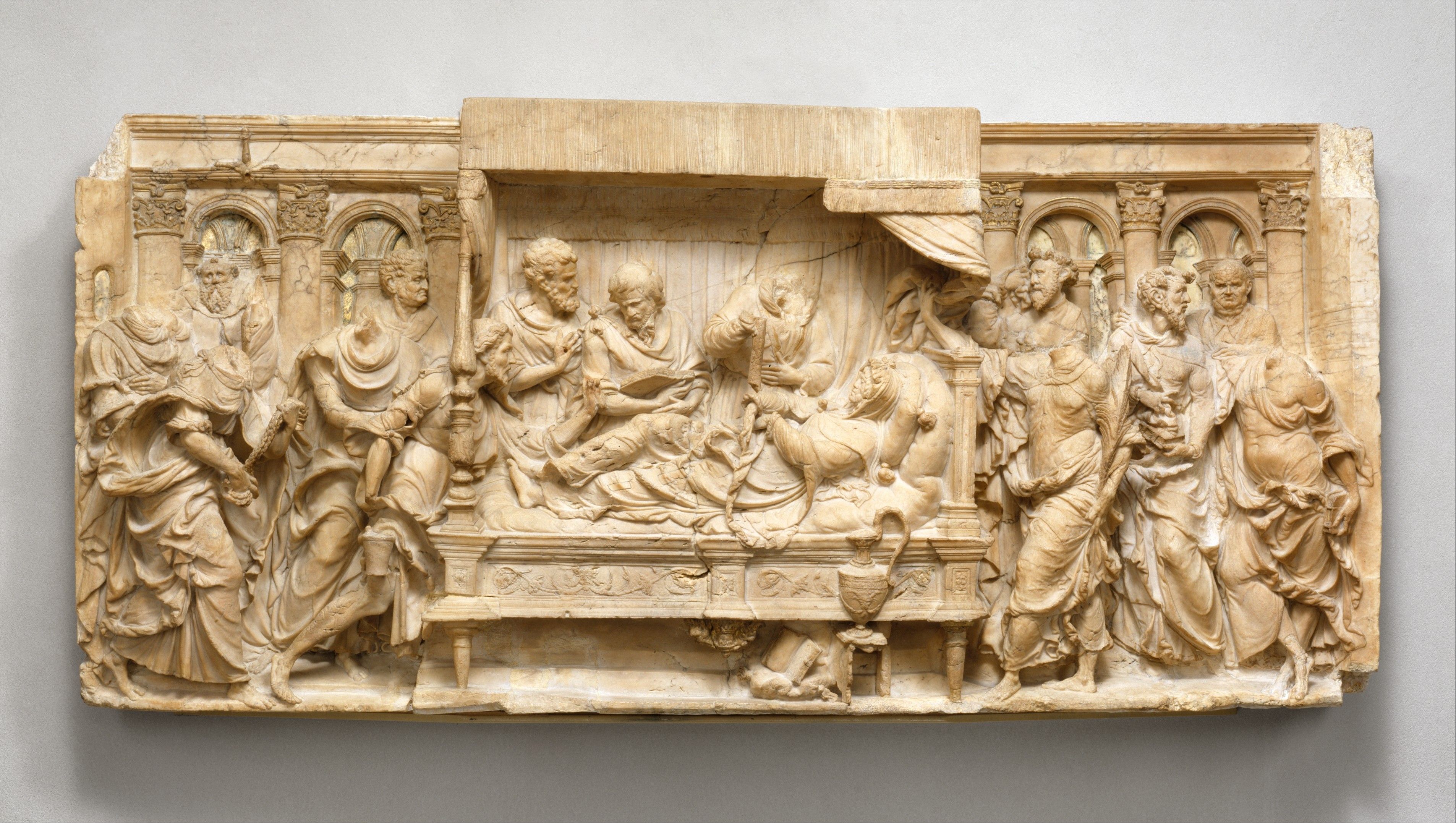
Dormition de la Vierge.

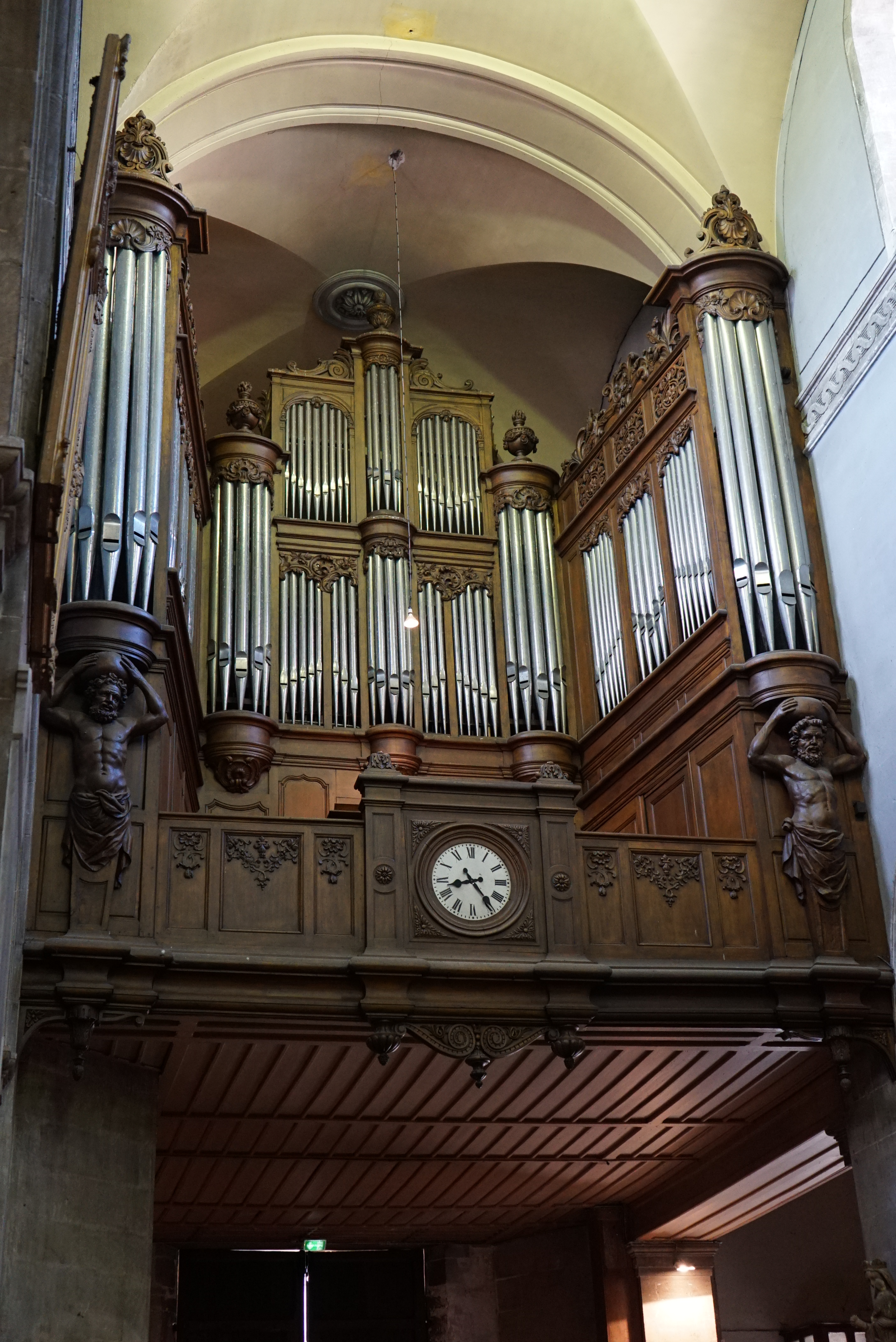
L'orgue de l'abbatiale de Larrivour, maintenant dans l'église Notre-Dame-de-l'Assomption de Saint-Dizier.

Quant à l'orgue de l'église abbatiale, construit entre 1740 et 1750 par Jean Richard ou par Jacques Cochu, il est vendu comme bien national le 5 juin 1792 avant d'être installé dans l'église Notre-Dame-de-l'Assomption de Saint-Dizier. En 1859, des travaux sur la couverture de l'église entraînent le démontage de l'orgue qui sera reconstruit par Cavaillé-Coll, qui conçoit alors un nouvel instrument en réemployant le buffet et une partie de la tuyauterie existante. Le nouvel orgue est inauguré le 23 octobre 1862 avec un concert de Camille Saint-Saëns. Cet orgue est classé au titre des objets mobiliers Monuments historiques depuis le 25 février 1974,.
On retrouve également un retable de la Nativité datant du XVIIIe siècle à l'église Saint-Loup de Chappes, ainsi que les châsses reliquaires de saint Maurice et de Jeanne la Recluse à l'église Saint-Martin de Lusigny-sur-Barse.

### Manuscrits
Parmi les ouvrages de la bibliothèque de Larrivour saisis lors de la Révolution française, subsistent encore de nos jours un chartier d'une grande richesse conservé aux archives départementales de l'Aube ainsi que trois manuscrits : un du nom de Vitae sanctorum conservé à la bibliothèque interuniversitaire de Montpellier, un second du nom de Guillelmus de Albaripa, Gaufridus de Altacumba Clarevallensis, Hugo de Sancto Victore conservé à la Bibliothèque nationale de France à Paris, et le troisième du nom de Collationes patrum, pars conservé à la médiathèque Jacques-Chirac à Troyes.

### Reliques
Lors de la Révolution française, les reliques possédées par l'abbaye ont été retirées processionnellement par la paroisse de Lusigny-sur-Barse et placées dans l'église Saint-Martin afin de les sauvegarder des révolutionnaires, et elles y sont toujours actuellement.
Cinq reliquaires auraient ainsi été sauvés. Le plus important est celui de la Bse Jeanne la Recluse, une femme ayant vécu au début du XIIIe siècle qui a choisi de vivre dans un ermitage non loin de l'abbaye, dans la solitude et la prière, pendant plus de vingt années. À sa mort, les religieux de Larrivour mettent ses ossements presque complets dans une châsse qu'ils placent dans leur église abbatiale en 1246. Seule une vertèbre fut retirée pour être déposée au trésor des Saintes Reliques de l'évêché de Troyes.
Un autre reliquaire contient des restes de saint Maurice et de ses compagnons. L'abbaye voisine de Montiéramey possédait également une relique semblable, toutes deux ayant très probablement la même origine.

### Sépultures
Au contraire de son premier abbé Alain de Flandre qui a préféré se faire enterrer à l'abbaye de Clairvaux, l'évêque de Troyes Hatton, à l'initiative de la fondation de Larrivour, choisit de se faire inhumer dans la salle capitulaire de cette abbaye, tout comme à sa suite la plupart des abbés et prieurs du monastère. Plus tard, Haïce de Plancy, également évêque de Troyes, choisira aussi cette abbaye comme lieu de sépulture.
Dans l'abbaye se trouvait également la tombe du Bx Gilbert de Hoyland, un moine cistercien anglais et disciple de Bernard de Clairvaux, qui avait été envoyé à l'abbaye de Swineshead dans le Lincolnshire en Angleterre pour y introduire les usages cisterciens et en était devenu abbé avant de résigner sa charge et de se retirer à Larrivour où il est mort,. Toutefois, cette sépulture ne semble pas avoir perduré au cours des siècles, car lors de sa visite à l'abbaye au milieu du XVIIIe siècle, le moine cistercien Dom Guyton demande à la voir car les archives de Clairvaux l'indiquent à cet emplacement mais le prieur lui répond qu'il n'en a pas connaissance et que leur cartulaire ne la mentionne pas.
Outre des religieux, des seigneurs laïcs choisissent également cette abbaye comme lieu d'inhumation. C'est par exemple le cas de Clarembaud VI, seigneur de Chappes et dont plusieurs membres de cette illustre famille figurent au nombre des bienfaiteurs de ce monastère, qui choisit de se faire inhumer dans le chœur de l'abbatiale,,.
La famille de Villehardouin, dont plusieurs membres comptent également parmi les bienfaiteurs de l'abbaye, semble vouloir faire de l'abbatiale une nécropole familiale. Guillaume Ier, seigneur de Lézinnes et de Villy et maréchal de Champagne, décide de se faire inhumer dans le cloitre, tout comme son épouse Marguerite de Mello. Leur fils, Guillaume II, seigneur de Lézinnes, ainsi que leur fille Marguerite font le même choix. Une autre Marguerite de Lézinnes, petite-fille de Guillaume II, est également enterrée au même endroit,.